# Strobilanthes connatus
Strobilanthes connatus är en akantusväxtart som beskrevs av Collett och Hemsl.. Strobilanthes connatus ingår i släktet Strobilanthes och familjen akantusväxter. Inga underarter finns listade i Catalogue of Life.